# Wyżeł węgierski szorstkowłosy
Wyżeł węgierski szorstkowłosy – rasa psów myśliwskich z grupy wyżłów. Zaklasyfikowana do sekcji wyżłów kontynentalnych, występuje w podsekcji psów w typie gończego.
Powstała w wyniku krzyżowania tureckich żółtych psów myśliwskich z wyżłem niemieckim szorstowłosym. Pojętne i łatwe do prowadzenia. Wytrzymałe i odporne na upał i suszę. Umaszczenie jest ciemnożółte – bułczane. Ogon kopiowany. Jako pies myśliwski jest nieco silniejszy od swego krewniaka – wyżła węgierskiego krótkowłosego. Budowa ciała atletyczna, o krótkim i prostym grzbiecie,dość szeroka i głęboka pierś, oraz podciągniety brzuch. Podlega próbom pracy.
Ze względu na długość i strukturę włosa wyróżniono dwie odmiany wyżła węgierskiego, zarejestrowane pod dwoma różnymi numerami FCI:
- wyżeł węgierski krótkowłosy, z włosem gładkim, krótkim i przylegającym (o numerze wzorca 57)
- Wyżeł węgierski szorstkowłosy o włosie twardszym i dłuższym (o numerze wzorca 239)